# Otto Neumann
Otto Neumann (Alemania, 28 de agosto de 1902-12 de abril de 1990) fue un atleta alemán, especialista en la prueba de 4x400 m en la que llegó a ser subcampeón olímpico en 1928.

## Carrera deportiva
En los JJ. OO. de Ámsterdam 1928 ganó la medalla de plata en los relevos de 4x400 metros, con un tiempo de 3:14.8 segundos, llegando a meta tras Estados Unidos y por delante de Canadá (bronce), siendo sus compañeros de equipo Harry Werner Storz, Richard Krebs y Hermann Engelhard.